# Große Synagoge (Danzig)
Koordinaten: 54° 20′ 53,1″ N, 18° 38′ 51,2″ O

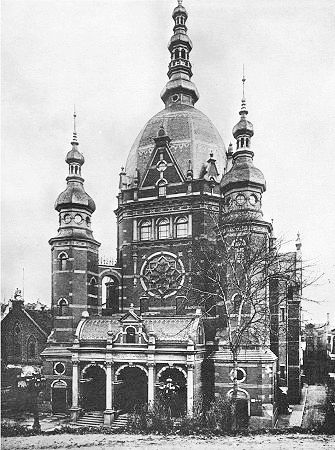
Große Synagoge in Danzig

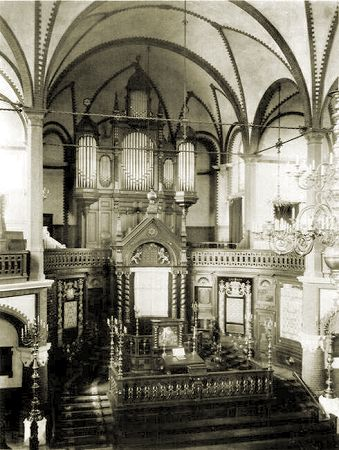
Innenraum der Synagoge um 1920

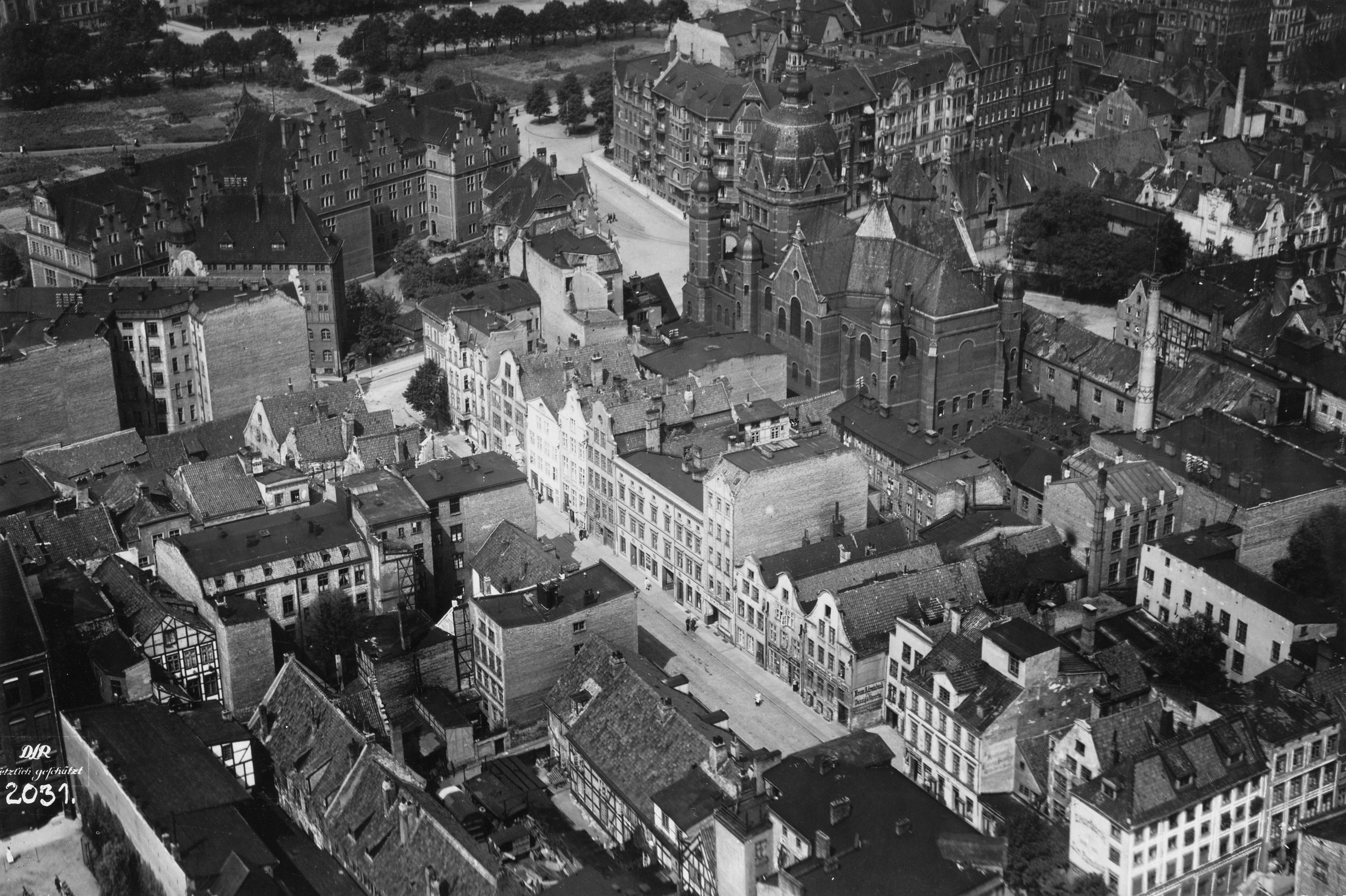
Luftbild der Danziger Synagoge in den 1920ern

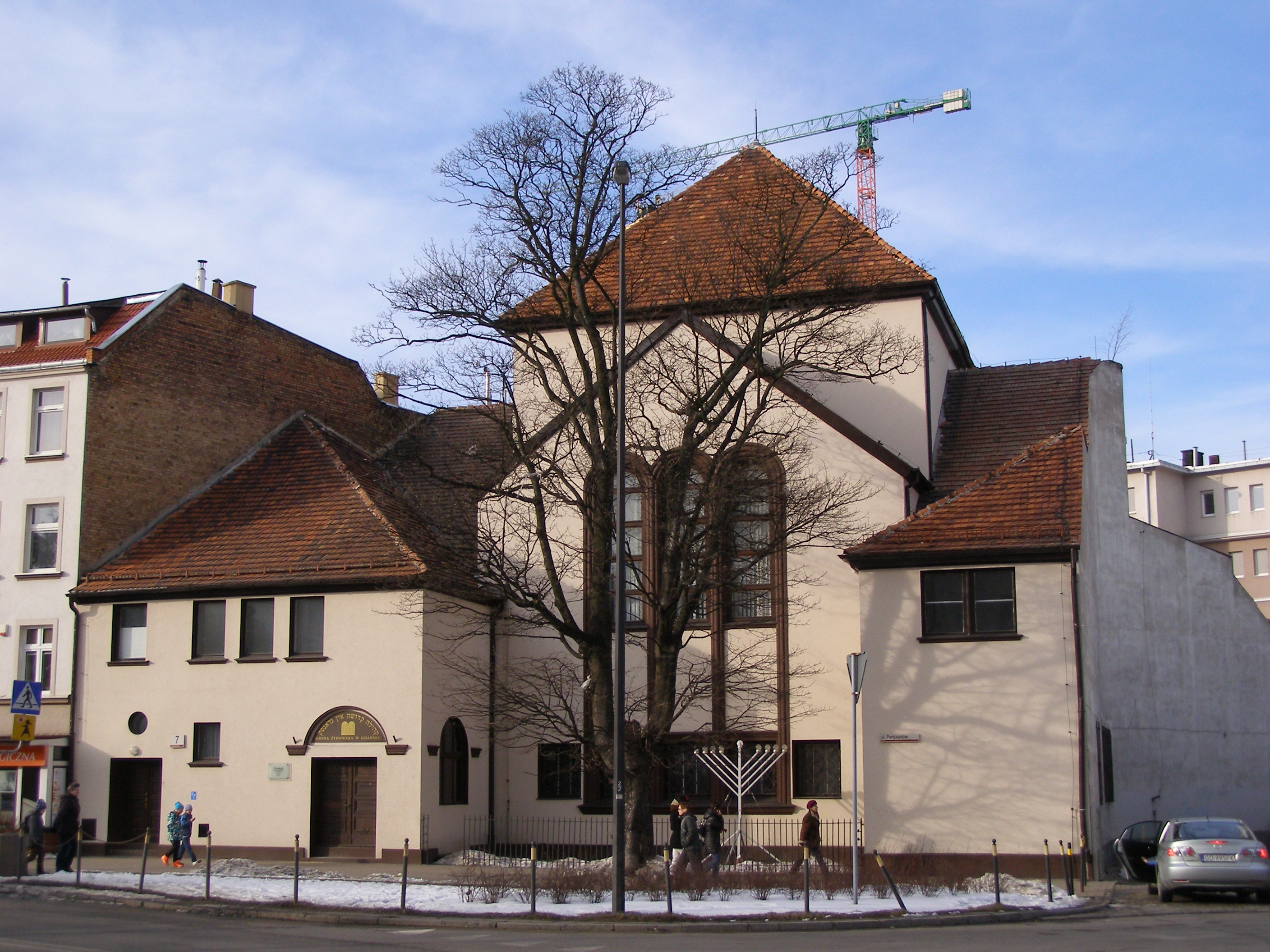
Neue Synagoge im Stadtteil Langfuhr / Wrzeszcz (2013)

Die Große Synagoge Danzig war die größte Synagoge der Stadt, die in den Jahren 1885 bis 1887 an der damaligen Reitbahnstrasse (der heutigen Straße Bogusławskiego) erbaut wurde. Sie war für 2000 Gottesdienstbesucher geplant und im Stil der Neorenaissance gestaltet. Die Einweihung am 15. September 1887 erfolgte durch den Danziger Rabbiner Cossmann Werner.
Ab April 1939 wurde auf Veranlassung der Danziger Behörden die Synagoge zerstört.

## Architektur
Die Synagoge wurde nach Plänen Hermann Endes und Wilhelm Böckmanns im Stil der Neorenaissance, mit Anleihen am maurischen Stil der Alhambra, auf der Basis eines langen Rechteckes errichtet. Mit einer großen Kuppel, zwei Türmen und der nächtlichen Beleuchtung war es eines der markantesten Gebäude in Danzig. Das Fenster in der Mitte der Vorderfront des Gebäudes zeigte Glasmalereien mit dem Davidstern und alle Turmspitzen trugen ebenfalls Davidsterne.
Das geräumige Gebäudeinnere wurde von einer Kuppel überwölbt, an der gewaltige Kronleuchter hingen. Der große Saal befand sich direkt unter der Kuppel. Der Toraschrein war auf einem Postament hinter einer Parochet (Vorhang) in einer Apsis aufgestellt. Über dem Toraschrein befand sich eine Tafel mit den Zehn Geboten, die von zwei steinernen Löwen gestützt wurde. Hinter dem Toraschrein befand sich eine große Orgel und Raum für den Chor mit seinen 100 Mitgliedern. Das Lesepult, die Bima, stand hinter dem Piedestal.
Mehr als 2000 Gemeindeglieder konnten am Gottesdienst teilnehmen. Im Hauptraum befanden sich zwei Bankreihen für mehr als 1600 Gläubige. Entlang der Seitenwände und über dem Westeingang lagen massive, von eckigen Säulen getragene Emporen für mehr als 300 Frauen. Die Wände waren mit Pflanzenmotiven, geometrischen Symbolen und biblischen Versen verziert.
Die Synagoge war elektrisch beheizt und beleuchtet, was zum Ende des 19. Jahrhunderts noch ungewöhnlich war.

## Geschichte

### Anfänge
Die Synagoge wurde durch die vier Reformgemeinden in Alt-Schottland, Alt-Schottland (Weinberger Gemeinde), Langfuhr, und der Breitgasse finanziert und durch die vom Stadtrat ausgewählte Berliner Firma Ende und Boeckmann errichtet.
Sie wurde mit einer Feier in Anwesenheit der Gemeinde und des Stadtrates am 15. September 1887 durch den Danziger Rabbiner Werner Kossman eröffnet. Die Torarollen aus der Alten Synagoge und zwei anderen Synagogen wurden in den Toraschrein gelegt und das ewige Licht wurde entzündet. Die neue Große Synagoge wurde als Gebäude zur Einigung aller Danziger Juden betrachtet. Der erste Gottesdienst fand am 8. Dezember 1887 statt. Die Ausmalung erfolgte 1899 durch den Berliner Maler Julius Bodenstein.
Zu Beginn des 20. Jahrhunderts war die Synagoge zu einem bekannten Zentrum des Reformjudentums geworden. Ein großes Museum des Judentums verfügte über viele seltene und alte Gegenstände, dazu gehörte insbesondere die Sammlung von Lesser Giełdziński. In dem Gebäude wurden auch Konzerte veranstaltet. Rabbiner und Gelehrte aus aller Welt hielten hier Vorträge.
1927 wurde mit der Neuen Synagoge eine weitere Synagoge der Stadt im Stadtteil Langfuhr fertiggestellt.

### Der Aufstieg des Antisemitismus
In den 1920er Jahren verstärkte sich der Antisemitismus und die NSDAP gewann zunehmend mehr Macht in Deutschland. Danzig war noch stark mit Deutschland verbunden, obwohl es nach dem Vertrag von Versailles offiziell als Freie Stadt dem Völkerbund unterstellt war. Danzig wurde für die jüdische Bevölkerung zunehmend zu einem unangenehmen Aufenthaltsort, was sich nach der Übernahme der politischen Verantwortung durch den Danziger Ableger der Nationalsozialistischen Partei im März 1933 noch verstärkte.
Die Synagoge wurde infolgedessen zweimal Ziel von Brandanschlägen. Beide Anschläge konnten durch die von der jüdischen Bevölkerung zum Schutz des Gebäudes aufgestellten Miliz vereitelt werden. Obwohl in der Verfassung der Freien Stadt Danzig den Danziger Juden ein größerer Schutz als ihren Glaubensbrüdern in Deutschland gewährt wurde, drangen Sympathisanten der Nationalsozialisten im August 1938 in die Synagoge ein und zertraten die Torarollen. Die Leiter der Kehillas beschlossen, die noch intakten Dokumente zu retten und ließen das Archiv nach Jerusalem, die Bibliothek nach Vilnius und die Museumsbestände in die Vereinigten Staaten auslagern. Zum selben Zeitpunkt musste die Synagoge wegen Forderungen der Finanzverwaltung die Orgel nach Krakau, die Leuchter nach Warschau und die Bänke in den Danziger Stadtteil Neufahrwasser  verkaufen.

### Abriss der Großen Synagoge

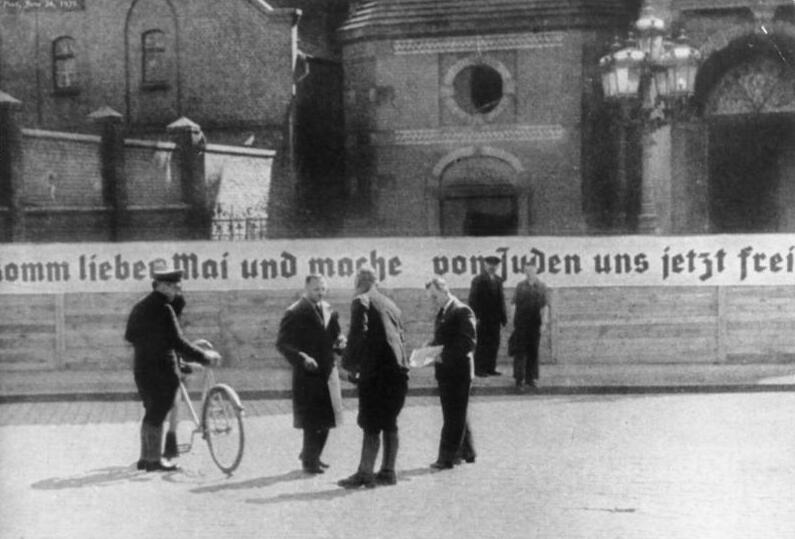
Die Große Synagoge vor ihrem Abriss

Im Frühjahr 1939 wurde die Synagoge an den Senat der Stadt Danzig verkauft. Am 15. April 1939 wurde im Gebäude der letzte Gottesdienst gefeiert. Kurze Zeit später ließ der Senat ein Spruchband mit dem Text „Komm lieber Mai und mache von Juden uns jetzt frei“ am Zaun um das Gebäude aufhängen, und an der Fassade wurde ein Transparent mit der Ankündigung des Abrisses angebracht. Ab dem 2. Mai ließ die von den Nationalsozialisten beherrschte Regierung das Gebäude abreißen.

### Das Ende der jüdischen Gemeinde

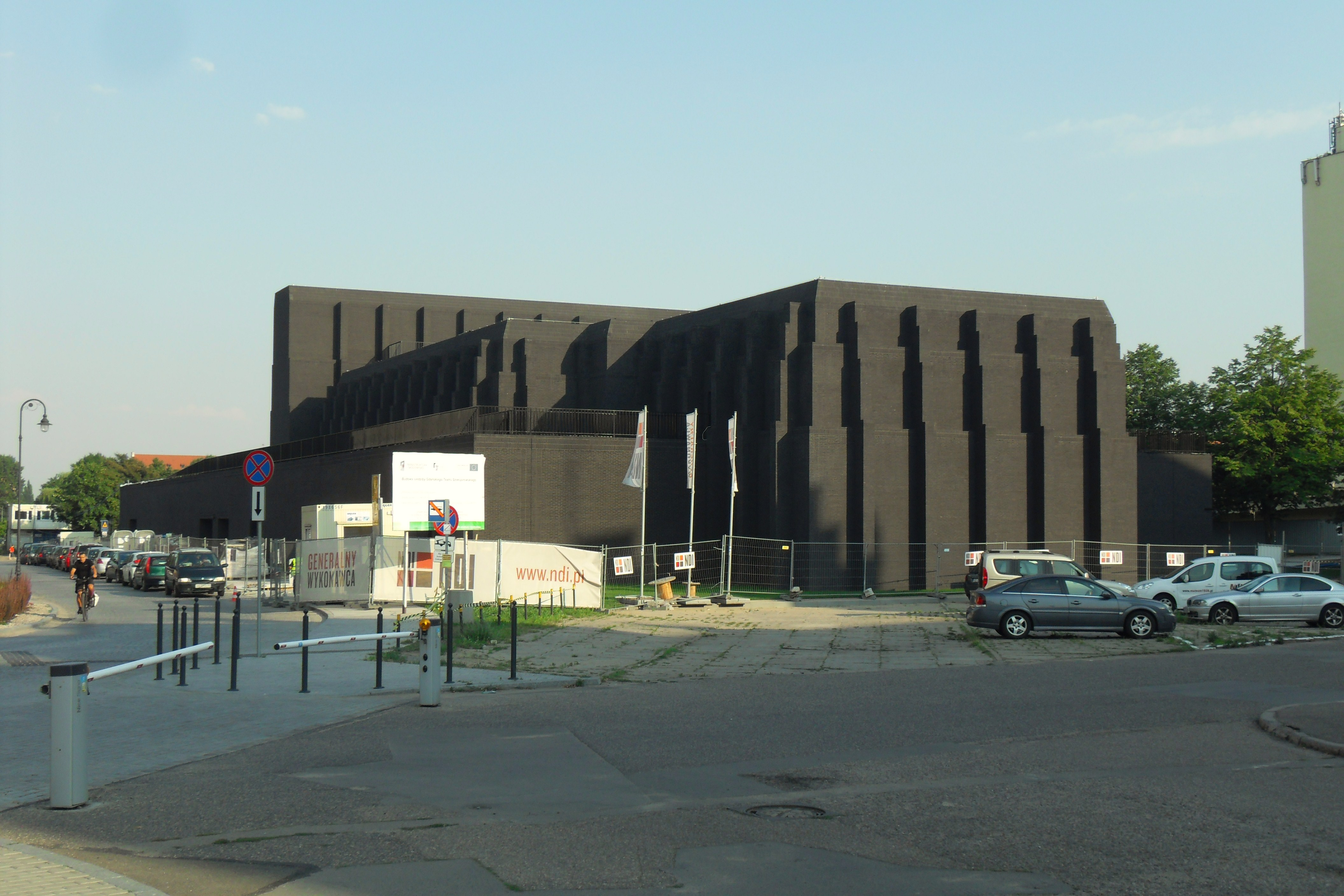
Theaterbau anstelle der früheren Großen Synagoge (2014)

Nach dem deutschen Überfall auf Polen am 1. September 1939 zogen auch Militärverbände des Deutschen Reiches in die Stadt, schlugen alle Widerstände nieder und besetzten die Stadt für das Deutsche Reich. Im Holocaust wurden viele Danziger Juden ermordet. Seit dem Ende des Krieges steht Danzig als Gdańsk unter polnischer Hoheit und viele der Überlebenden verließen Europa, um sich in Israel niederzulassen.
Das Gelände der Synagoge ist derzeit nicht genutzt. Teile des Geländes gehören der neuen jüdischen Gemeinde in Gdańsk, andere Teile gehören dem Urząd Ochrony Państwa, dem polnischen Staatsschutz, und auf dem Rest ist die Errichtung eines Theaters vorgesehen. Realistische Pläne zum Wiederaufbau der Synagoge sind nicht bekannt.